# Wilhelm Köhler (Unternehmer)
Wilhelm Franz Heinrich Köhler (* 17. Mai 1897 in Offenbach am Main; † 17. Januar 1962 in Rom) war ein deutscher Unternehmer.

## Leben
Wilhelm Köhler wurde am 17. Mai 1897 in Offenbach als jüngstes Kind und einziger Sohn von Wilhelm Köhler sen. (1847–1917), Oberarzt am und seit 1887 Verwaltungsdirektor des Städtischen Krankenhauses in Offenbach, geboren. Seine Mutter Emma Weintraud (1858–1935) war die Tochter des Geheimen Kommerzienrats Franz Ernst Weintraud (1833–1908), der aus einer jüdischen Familie stammte. 1908 wurde Wilhelm Köhler sen. pensioniert und die Familie zog im Jahr darauf nach Darmstadt. Wilhelm Köhler, der 1906 in das humanistische Gymnasium in Offenbach kam, wechselte auf das Ludwig-Georgs-Gymnasium in Darmstadt und war ein Klassenkamerad von Carlo Mierendorff und Theodor Haubach. Nach dem Not-Abitur trat er im November 1914 als Kriegsfreiwilliger in den Ersten Weltkrieg ein und wurde in Posen und an der Ostfront eingesetzt. Nach seiner Beförderung zum Leutnant der Reserve wurde er 1917 an die Westfront versetzt. Durch eine Gasvergiftung im April 1917, die ihn zeitlebens beeinträchtigte, wurde der Frontdienst beendet. Daraufhin arbeitete er ab Januar 1918 bis zum Kriegsende in der Werkstatt des Artillerieregiments.
Nach dem Krieg studierte er ab März 1919 im Eilverfahren Medizin in Frankfurt am Main, Heidelberg, Gießen und Marburg. Er schloss das Studium 1922 mit der Promotion zum Dr. med. ab. Da die Hyperinflation das elterliche Vermögen stark dezimiert hatte und es keine bezahlten Assistentenstellen gab, trat er auf Vermittlung seines Freundes Wilhelm Goebel als Volontär (Lehrling) in die Dienste der Gandenberger’schen Maschinenfabrik Georg Goebel (1830–1900) in Darmstadt ein. Dieses Unternehmen war v. a. im Bereich der Fahrkartenautomaten, Präzisionsmaschinen für die Papierrollenindustrie und der Druckmaschinen ein führender Hersteller, die Leitung übernahm Wilhelm Köhler bereits 1924. Nach Umwandlung des Unternehmens 1927 in eine Aktiengesellschaft wurde er neben Wilhelm Goebel in den Vorstand berufen. Der Aufsichtsrat wurde von Ernst Busemann geleitet. Bereits 1928 verkaufte Goebel seine Anteile, schied aus dem Vorstand aus und wechselte in den Aufsichtsrat. Vom 1. Juli 1928 bis zu seiner Pensionierung war Köhler dann alleiniger Vorstand. In der Unternehmensleitung befleißigte er sich eines durchaus patriarchalischen Führungsstils.
Wilhelm Köhler war mit der Ärztin Irma geb. Schmidt (1898–1985), Tochter des Chemikers Albrecht Schmidt (1864–1945), Vorsitzender des Vorstands der Farbwerke Hoechst AG verheiratet. Das Paar lernte sich beim Medizinstudium in Frankfurt am Main kennen. Aus der Ehe ging die Tochter Lotte Köhler (1925–2022) hervor.
Die Rolle von Wilhelm Köhler in der Zeit des Nationalsozialismus ist umstritten. Köhler war auch wegen seiner jüdischen Vorfahren nicht in die NSDAP eingetreten und wehrte sich auch lange Zeit gegen eine übermäßige Ausrichtung der Produktion des Unternehmens an den rüstungswirtschaftlichen Interessen des NS-Regimes. Köhler soll sich nach Aussage seiner Tochter Lotte 1937 bei einer gemeinsamen Schiffsreise mit dem Gauleiter Jakob Sprenger für die Freilassung seines Freundes Carlo Mierendorff eingesetzt haben. Diese erfolgte wenige Monate nach dieser Intervention.
Dennoch wurden auch in Köhlers Betrieb Zwangsarbeiter beschäftigt. Er beteiligte sich am Rüstungsprogramm des NS-Regimes, war seit 1938/1939 Abwehrbeauftragter seines Unternehmens und 1945 Bereichsbeauftragter im Hauptausschuss Maschinen. Nachdem er im November 1945 mit Vorwürfen einer angeblichen Verstrickung mit dem NS-Regime konfrontiert wurde, trat er 1946 als Präsident der Industrie- und Handelskammer (IHK) Darmstadt zurück. Im Spruchkammerverfahren wurde Köhler im April 1948 freigesprochen und wurde erneut zum Präsidenten der IHK gewählt. Nach einer Auseinandersetzung über Zuständigkeiten trat Köhler nach kurzer Zeit wieder zurück und verließ die IHK. Von 1948 bis 1952 war Köhler für die LDP/FDP Mitglied der Stadtverordnetenversammlung in Darmstadt.
1956 trat Köhler aus gesundheitlichen Gründen aus dem Vorstand der Goebel AG in die Gesellschafterversammlung und den Aufsichtsrat über. Seinen Alterssitz verlegte er 1958 nach Bad Wiessee am Tegernsee.
Wilhelm Köhler hatte zahlreiche Ämter inne: Er war Vorstandsmitglied des Arbeitgeberverbandes, Mitglied des Hauptvorstands und des engeren Vorstands des Vereins Deutscher Maschinenbau-Anstalten (VDMA) und Vorsitzender der Forschungsgesellschaft Druckmaschinen.
In dieser Funktion unterstützte er Anfang der 1950er Jahre die schließlich 1952/1953 erfolgte Gründung des Instituts für Druckmaschinen und Druckverfahren an der Technischen Hochschule Darmstadt. Köhler organisierte zahlreiche Spenden aus dem Bereich der Wirtschaft zum Aufbau dieses Instituts.
Köhler war von 1948 bis 1958 Vorsitzender der 1918 gegründeten Vereinigung von Freunden der Technischen Hochschule Darmstadt, der er seit 1931 angehörte. In dieser Zeit wirkte er beim Aufbau der Hochschule nach der starken Zerstörung am 11. September 1944 maßgeblich mit und förderte zahlreiche Projekte im Bereich der Forschung und Lehre. Die Hochschule ehrte ihn anlässlich seines 60. Geburtstags am 17. Mai 1957, indem sie die Aula der Hochschule im Hauptgebäude an der Hochschulstraße (heute Altes Hauptgebäude) als „Wilhelm-Köhler-Saal“ benannte.
Auf einer Reise nach Italien starb Wilhelm Köhler im Januar 1962 in Rom an den Spätfolgen der Giftgasverletzung aus dem Ersten Weltkrieg. Seine Urne wurde auf dem Alten Friedhof in Darmstadt bestattet.

## Ehrungen
- 1954: Großes Verdienstkreuz des Verdienstordens der Bundesrepublik Deutschland
- 1954: Goethe-Plakette des hessischen Ministers für Erziehung und Volksbildung
- 1958: Johann-Heinrich-Merck-Ehrung der Stadt Darmstadt
- 1957: Benennung der Aula im Hauptgebäude der Technischen Hochschule Darmstadt als „Wilhelm Köhler-Saal“
- 1951: Ehrendoktorwürde der Technischen Hochschule Darmstadt
- 1958: Friedrich-Koenig-Medaille des Kuratoriums der Forschungsgesellschaft Druckmaschinen